# Alice Portugal
Alice Mazzuco Portugal (Salvador, 16 de maio de 1959) é uma farmacêutica bioquímica e política brasileira.

## Biografia e carreira política
Baiana, nasceu em Salvador em 16 de maio de 1959. Na mesma cidade, em 1981, graduou-se em Farmácia-bioquímica pela Universidade Federal da Bahia.
Sua atuação política vem desde o período em que estava na Universidade. Em 1978,  filia-se ao PCdoB, partido pelo qual foi eleita deputada estadual da Bahia de 1995 a 2003, quando é eleita à Câmara Federal, onde foi reeleita em 2006, 2010, 2014 e 2018.

### Deputada estadual
Em 1994, foi eleita deputada estadual pelo PCdoB, para o período de 1995 a 1998. Reeleita para o parlamento baiano para o período de 1999 a 2002, a deputada foi líder do bloco da oposição.

### Deputada federal
Foi coordenadora da Frente Parlamentar em Defesa da Polícia Rodoviária. Ela apoiou a modificação da Medida Provisória nº 431/08, para que passasse a exigir o nível de escolaridade superior para o ingresso na Polícia Rodoviária Federal. A MP modificada foi sancionada pelo então presidente Luiz Inácio Lula da Silva no dia 22 de setembro de 2008.
Presidente da Comissão de Cultura em 2014 e 2020.

#### Premiações
Em 2010, foi incluída entre os 100 parlamentares mais influentes do Congresso Nacional pelo Departamento Intersindical de Assessoria Parlamentar (DIAP).
Em abril de 2017 votou contra a Reforma Trabalhista. Em agosto do mesmo ano, votou a favor do processo em que se pedia abertura de investigação do então Presidente Michel Temer.